# کایل بوش

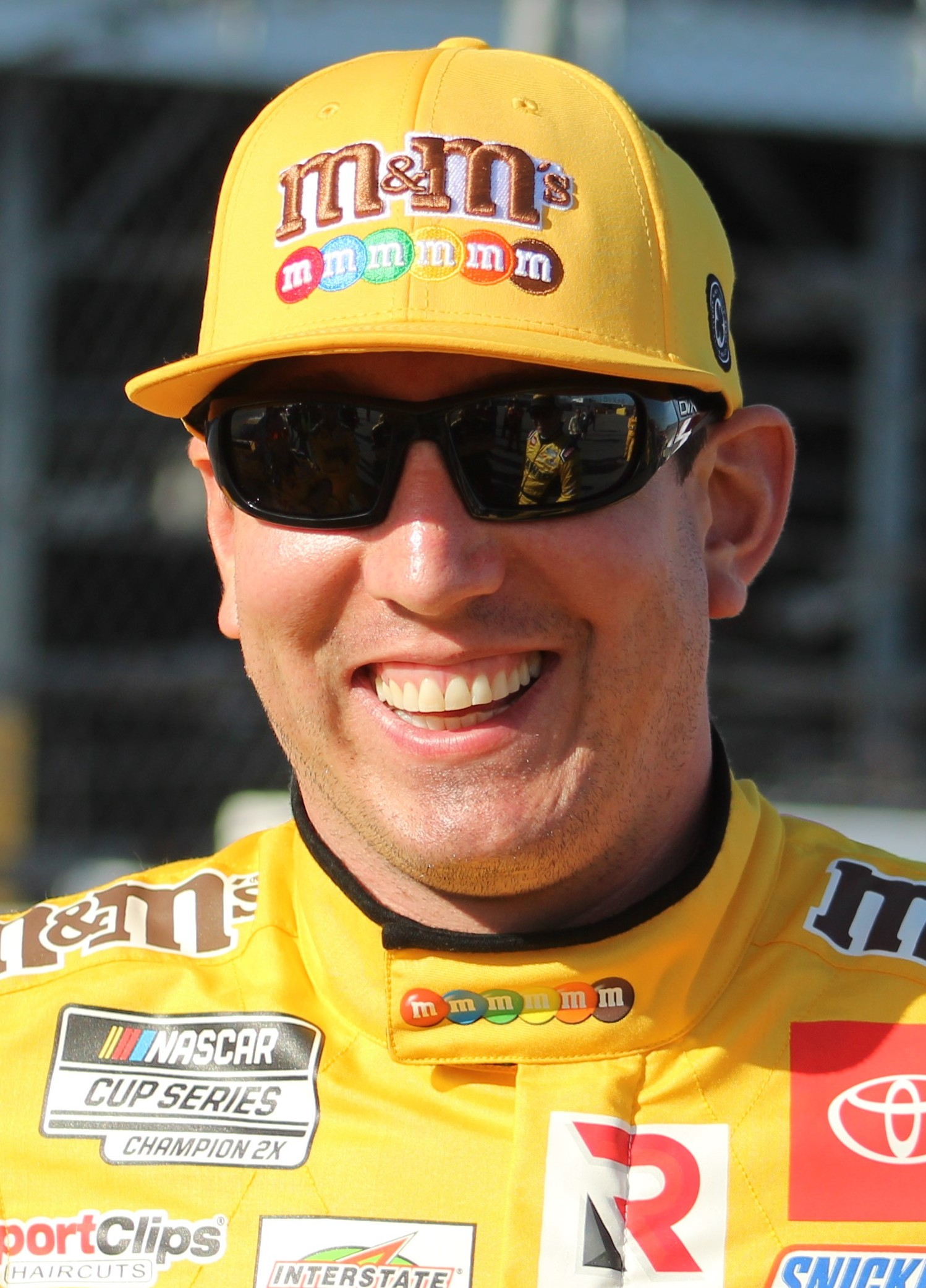
کایل توماس بوش

کایل توماس بوش (به انگلیسی: Kyle Thomas Busch) (متولد ۲ مه ۱۹۸۵) راننده حرفه‌ای اتومبیلرانی و صاحب تیم اتومبیلرانی است. از سال ۲۰۲۰، او به طور تمام وقت در سری مسابقات جام ناسکار، رانندگی تویوتا کمری شمارۂ ۱۸ را برای تیم جو گیبس ریسینگ، و به صورت پاره وقت در سری Xfinity ناسکار، رانندگی تویوتا سوپرا شمارۂ ۵۴ برای JGR و پاره وقت در سری وانت ناسکار Gander RV & Outdoors Truck، رانندگی تویوتا توندرا شماره ۵۴ را برای کایل بوش موتوراسپورتس (KBM) بر عهده داشت. بوش قهرمان سری Xfinity در سال ۲۰۰۹ و قهرمان سری رقابت‌ها در ۲۰۱۵ و ۲۰۱۹ است.